# Switel-brand
De Switel-brand was een grote brand die plaatsvond op 31 december 1994 in het Switel-hotel aan het Antwerpse Kievitplein. Het Switel-hotel opende in maart 1974 de deuren in een gloednieuw complex aan het station Antwerpen-Centraal. 
Door deze brand lieten 15 mensen het leven en raakten 164 mensen zwaar verbrand.

## De brand
Op het oudejaarsavondfeest op 31 december 1994 waren zo’n 450 gasten aanwezig in de feestzaal van het hotel, waaronder zo’n 200 Nederlanders. De zaal -die plaats bood aan zo’n 600 gasten- was niet uitverkocht. De avond werd gepresenteerd door Sandra Van den Broeck, Miss Diamant, en er waren optredens gepland van Lisa del Bo en Bart Herman. De twee muzikanten waren niet aanwezig in de zaal toen de ramp zich voltrok.
Omstreeks 22.50 uur brak er in de feestzaal een grote brand uit doordat twee kerstbomen die te dicht bij acht brandende kaarsen stonden vlam vatten. Er ontstond een vuurbal en een hittegolf die zich razendsnel door de zaal verspreidden. In de zaal hingen ballonnen die gevuld waren met helium. Aanvankelijk werd gedacht dat die aan de basis van het inferno lagen, maar hoewel de ballonnen wel ontploften, waren ze niet de oorzaak van de vuurbal. Helium is immers niet brandbaar.
Door de razendsnelle verspreiding van de hittegolf raakten de gasten in paniek, ze hadden het moeilijk om de uitgang te vinden en er ontstond chaos. Ziekenwagens en taxi’s vervoerden zwaargewonde hotelgasten naar ziekenhuizen in de omgeving van Antwerpen. 
De balans van de ramp komt op 15 dodelijke slachtoffers en 164 zwaargewonden.
De Nederlandse zanger Lee Towers was een van de gasten op het feest. Hij wist ongedeerd te ontkomen, maar zijn vrouw Laura liep brandwonden op. De presentatrice Sandra Van den Broeck en Jessica Granata, de dochter van de Belgische zanger Rocco Granata, raakten gewond.
Door de omvang van de ramp lag de coördinatie van de reddingsoperaties bij de Antwerpse burgemeester Bob Cools. Rond 23 uur werd ook zijn opvolger Leona Detiège opgeroepen, die officieel pas vanaf middernacht burgemeester werd. Vanaf 1 januari 1995 kreeg zij de leiding over de reddingsoperatie. Een kwartier later was de politica al ter plaatse en had zij meteen haar vuurdoop als burgemeester. 
De dag nadien bezocht de kersverse burgemeester samen met de politiecommissaris het brandwondencentrum in het Antwerpse Stuivenbergziekenhuis om de slachtoffers bij te staan.

## Gevolgen
Enige tijd later besloot het Antwerpse stadsbestuur om het vuurwerk te verplaatsen van de binnenstad naar de Schelde om zo brandgevaar in de binnenstad te beperken.
Luk Serré, de cateringmanager die het feest in het hotel organiseerde, werd als enige in staat van beschuldiging gesteld. Zes jaar later, op 7 oktober 2000, werd hij echter alsnog vrijgesproken van vervolging omdat het onderzoek onzorgvuldig was gebeurd. 
In december 2009 verscheen het boek "Ik kreeg de schuld van de Switel-ramp" van zijn hand met zijn visie op de brand en het daaropvolgende onderzoek. Volgens Serré was het onderzoek gehaast en onzorgvuldig gebeurd. Ook zouden de directeur en veiligheidschef van het hotel buiten schot zijn gehouden door vermeende banden met de rechtbank.
Door de brand in het Switel-hotel werden in België de regels veranderd omtrent het organiseren van evenementen. Elke organisator is sindsdien verplicht om vooraf een brandverzekering af te sluiten.
Na de ramp werd het Switel-hotel omgedoopt tot Queens International Hotel, maar het mocht niet baten. In oktober 2003 werd door het Antwerpse stadsbestuur een vergunning afgeleverd om over te gaan tot het slopen van het hotel, hetgeen in februari 2004 gebeurde.

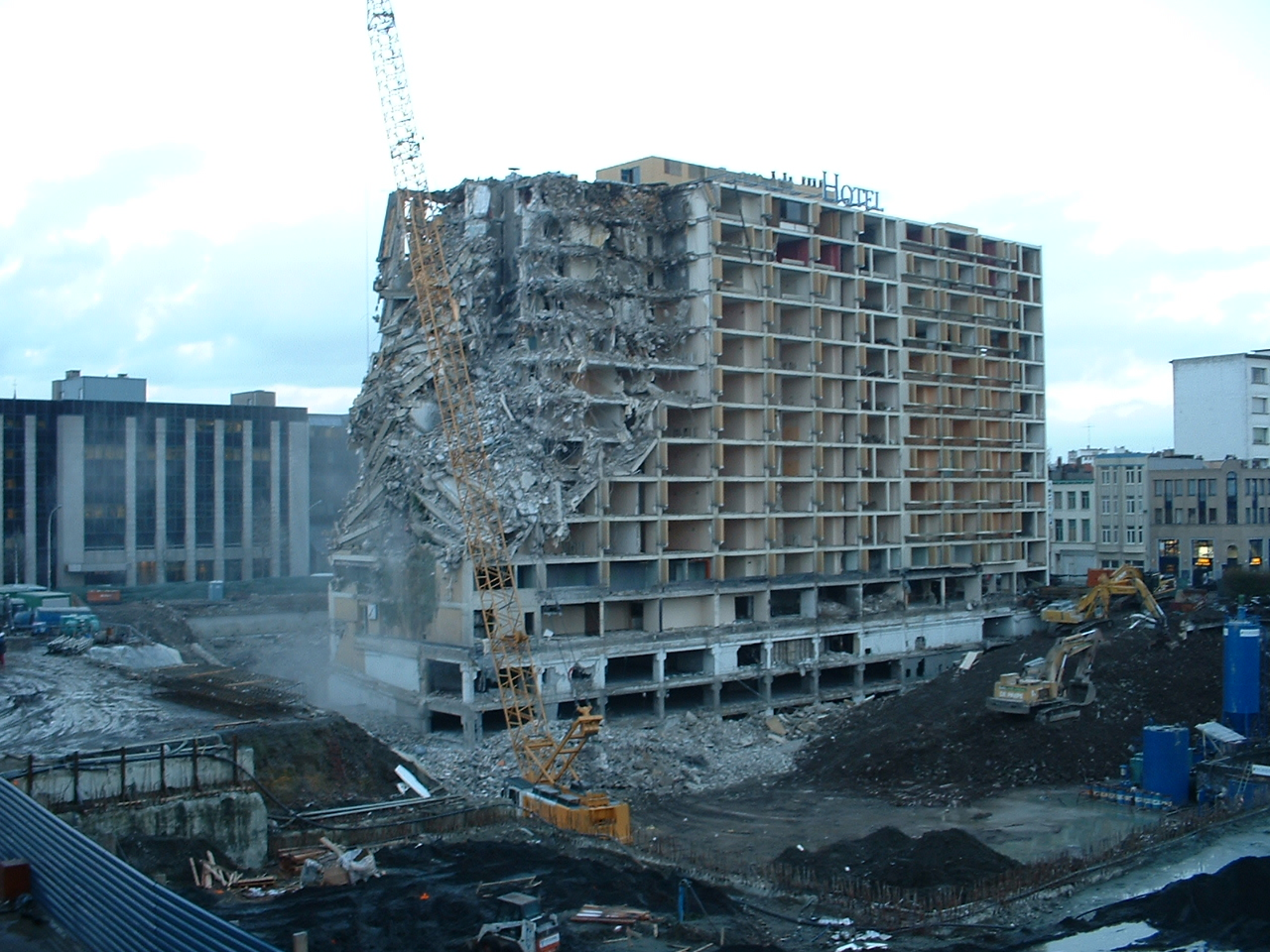
Afbraak van het voormalige Switel-hotel in 2004